# Habenaria readei
Habenaria readei är en orkidéart som beskrevs av William Henry Harvey och Robert Allen Rolfe. Habenaria readei ingår i släktet Habenaria och familjen orkidéer. Inga underarter finns listade i Catalogue of Life.